# Munna halei
Munna halei är en kräftdjursart som beskrevs av Menzies 1952. Munna halei ingår i släktet Munna och familjen Munnidae. Inga underarter finns listade i Catalogue of Life.